# Jakob I av Cypern
Jakob I av Cypern, född 1334, död 1398, var en cypriotisk regent. Han var Cyperns monark från 1382 till 1398. 